# Ischnochiton hakodadensis
Ischnochiton hakodadensis är en blötdjursart som beskrevs av Carpenter in Pilsbry 1893. Ischnochiton hakodadensis ingår i släktet Ischnochiton och familjen Ischnochitonidae. Inga underarter finns listade i Catalogue of Life.